# Invasione italiana dell'Albania
L'invasione italiana dell'Albania fu una breve campagna militare intrapresa dall'Italia fascista contro il Regno d'Albania tra i 7 e il 12 aprile 1939, al quale seguì l'occupazione del paese che perdurò fino alla caduta del fascismo il 25 luglio 1943.
L'invasione fu il risultato delle mire imperialiste e coloniali del Regno d'Italia e dalla volontà di Benito Mussolini di dimostrare agli italiani che l'Asse procurava risultati tangibili anche all'Italia, controbilanciando così la crescente influenza tedesca nei Balcani.
Diplomaticamente l'invasione dell'Albania fu anche un tentativo di Mussolini di dimostrare a Francia e Gran Bretagna, che dopo l'Anschluss e l'occupazione tedesca della Cecoslovacchia, l'Italia non era da considerarsi un attore secondario rispetto alla Germania nella politica europea. In un frangente di crescente tensione internazionale il fascismo assestò quindi un altro durissimo colpo alla politica di appeasement portata avanti dalle potenze democratiche, le quali assunsero via via un atteggiamento sempre più rigido nei confronti dell'Italia.
Nonostante l'invasione italiana presentò grosse «disfunzioni organizzative e impreparazione dei reparti» assieme ad una «confusione che caratterizzò tutta l'operazione», le forze armate italiane poterono portare a termine l'occupazione grazie al fatto che l'esercito albanese non oppose resistenza agli invasori. Lo stesso 7 aprile il re d'Albania Zog I, che negli anni antecedenti aveva stretto forti legami economici con l'Italia, riparò in esilio nella vicina Grecia, contribuendo al collasso morale della popolazione e al totale disfacimento delle forze armate albanesi già di per sé poco combattive, male armate e mal comandate. Cinque giorni dopo l'Albania venne annessa all'Italia come protettorato in unione personale con la corona italiana, di conseguenza fu insediato anche un nuovo governo controllato dagli italiani, che avrebbe aiutato ad assoggettare alcuni dei capi albanesi più influenti nel sistema di potere italiano, «con il fine ultimo di trasformare l'Albania in una sorta di colonia europea del fascismo».

## Premesse
L'interesse italiano verso Albania era legato alla posizione del paese balcanico, il cui controllo avrebbe permesso al Regno d'Italia di avere vantaggi strategici sia difensivi che offensivi. Il solo possesso del porto di Valona, o semplicemente dell'isola di Saseno, situata all'ingresso della baia di Valona, avrebbero concesso all'Italia il controllo dell'ingresso al Mare Adriatico e una base adatta per eventuali operazioni militari lungo la costa balcanica. A tutto ciò si aggiungevano motivazioni di tipo coloniale e imperialista: l'Albania veniva vista come un territorio utile per insediarvi la popolazione italiana in eccesso, e allo stesso una facile "preda" dalla quale sottrarre le risorse naturali.
Una prima occasione per occupare l'Albania l'Italia la ebbe durante la prima guerra mondiale, quando, durante il periodo di neutralità, il governo italiano occupò l'isola di Saseno e Valona senza suscitare la collera di nessuno dei belligeranti, poiché in quel momento l'Italia era corteggiata da tutte le grandi potenze che speravano di spingere Roma dalla propria parte. Con il patto segreto di Londra, all'Italia vennero promessi vasti territori albanesi, e durante il conflitto praticamente metà del paese venne occupata, ma nel 1920 il governo italiano fu costretto a rinunciarvi per una serie di motivi: lo scoppio della crisi di Valona, dove i nazionalisti albanesi diedero inizio a forti disordini contro la guarnigione italiana a seguito della notizia dell'accordo Venizelos-Tittoni; il rifiuto del presidente degli Stati Uniti d'America Thomas Woodrow Wilson di riconoscere il patto di Londra; i problemi di ordine pubblico interni all'Italia; la decisione della conferenza degli Ambasciatori di ristabilire un'Albania indipendente, decisione comunque mitigata con il riconoscimento di importanti interessi italiani verso l'Albania.
Il ritiro delle forze italiane venne accolto con disappunto dall'opinione pubblica italiana, e fu un colpo al prestigio dell'Italia, che fu sfruttato abilmente da Benito Mussolini, il quale utilizzò questo avvenimento come uno dei punti d'appoggio per la sua propaganda elettorale nazionalista. Appena giunto al governo nel 1922, Mussolini rinnovò l'interesse dell'Italia per l'Albania, cominciando con una penetrazione economica con la compiacenza dell'allora primo ministro albanese Ahmet Zogu (in seguito re Zog I), il quale dominò la politica albanese dal 1922 al 1939, prima come presidente de Consiglio, poi come presidente della Repubblica albanese e, dopo il 1928, come re del Regno d'Albania.
Questa influenza venne confermata dalla firma dei trattati di Tirana, il primo nel 1926 e il secondo del 1927, in base ai quali l'Italia e l'Albania stipularono un'alleanza difensiva.
Durante il suo governo Zog ottenne dei successi importanti nell'unificazione del paese, riducendo il fenomeno del brigantaggio che imperava nelle regioni montuose e ricomponendo alcuni elementi politici nel paese togliendo l'indipendenza alle tribù del nord. Ciò consentì a dare riconoscimento al governo centrale, il che permise all'amministrazione di Zog di riscuotere le tasse e reclutare un esercito, una cosa impossibile fino alla fine degli anni '20. L'opera di Zog diede un forte impulso alla nascita di una coscienza nazionale albanese, ma dove Zog fallì, fu a livello economico. Egli non riuscì a comprendere le necessità di un'economia moderna, e per tutta la durata del suo governo fu costretto a basarsi sugli aiuti esteri, soprattutto quelli dell'Italia fascista, l'unico paese con interessi economici e strategici nei confronti dell'Albania disposto a fornirgli un aiuto economico costante nel corso degli anni.

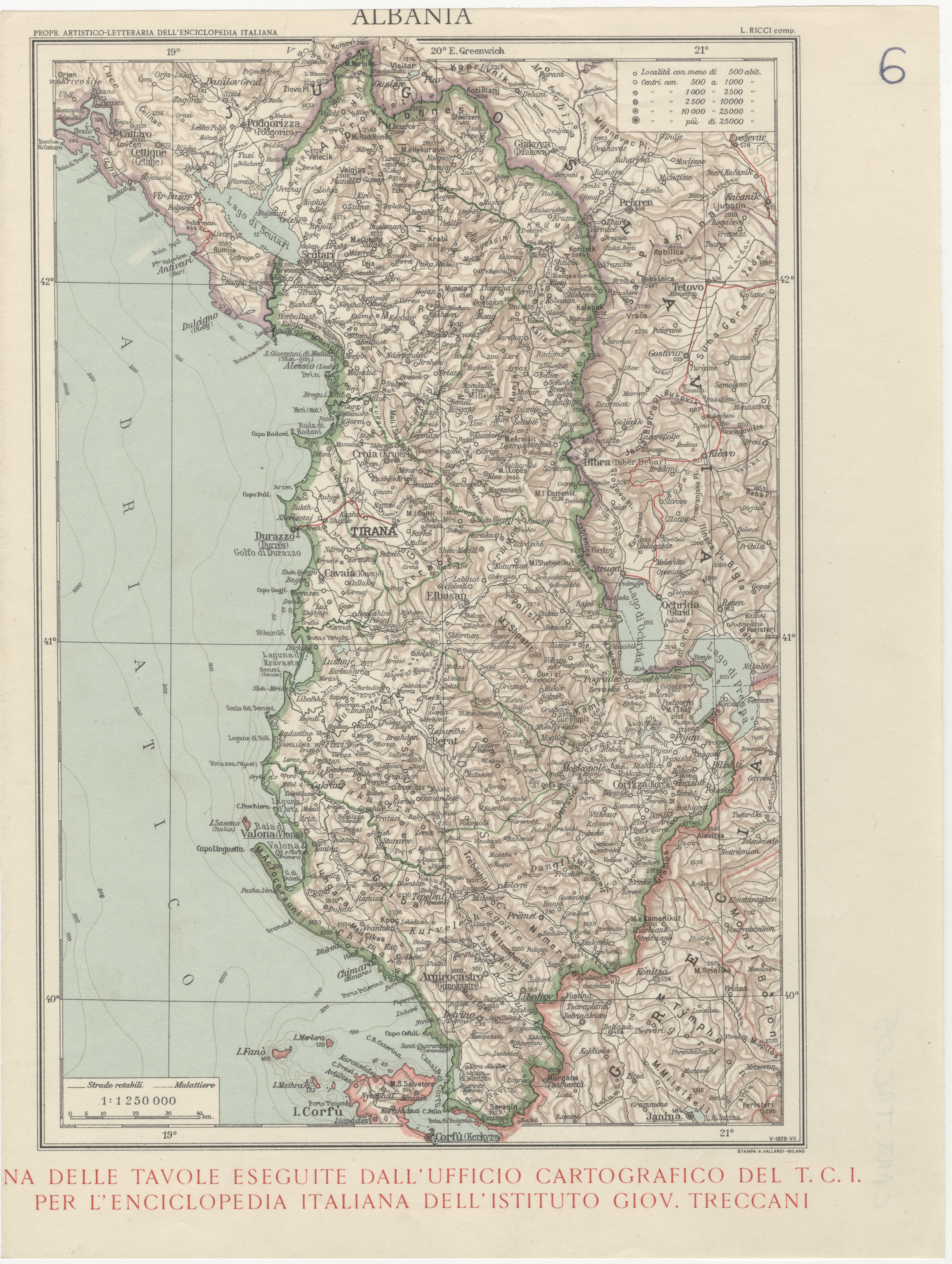
Mappa dell'Albania del Touring Club Italiano, 1930 circa

Ciò causò una sempre più importante penetrazione economica italiana in Albania, che divenne a tutti gli effetti una colonia economica su cui il governo di Roma riusciva a esercitare anche una forte influenza politica. Il nazionalismo di Zog fece sì che il sovrano non accettò mai di consegnare nelle mani italiane l'indipendenza politica del paese, e questo, secondo lo storico Bernd Fischer, ebbe la conseguenza di convincere gli italiani che l'unica via per impossessarsi del paese fosse il ricorso alle armi. Il compito di distruggere l'indipendenza dell'Albania fu quindi affidato al conte Galeazzo Ciano, il nuovo ministro degli Esteri dall'11 giugno 1936.
Sposato con Edda, la figlia di Mussolini, il conte Ciano fu incaricato di dare al ministero un nuovo spirito aggressivo che risolvesse una volta per tutte quello che gli italiani avevano cominciato a chiamare "il problema albanese". Il suo impegno iniziò immediatamente dopo il suo viaggio a Tirana nell'aprile 1937, dove ebbe diversi colloqui con re Zog, si fece fotografare nell'atto di posare una corona di fiori sulla tomba della regina madre e pose la prima pietra in diverse costruzioni. Il fatto più significativo però fu che durante, e immediatamente dopo la visita, iniziarono a prendere forma i piani di Ciano per l'Albania. Le prime mosse furono vaghe, perché non vi era ancora una tattica politica specifica se non la volontà di stabilire in Albania quanti più italiani possibile, così all'inizio del 1938 Ciano si convinse che non era più possibile aspettare che si presentassero delle opportunità utili a tale fine, bisognava crearle. Fu nell'aprile del 1938 che Ciano - recatosi nuovamente in Albania per il matrimonio di re Zog con la contessa ungherese Géraldine Apponyi - si convinse della necessità urgente di risolvere il problema albanese una volta per tutte. Zog non avrebbe mai accettato un protettorato, e l'unico modo per far diventare il territorio albanese una parte dell'Italia sarebbe stato tramite un'annessione diretta.
Il 30 aprile 1938 Ciano concordò con Mussolini sulla «necessità di una soluzione integrale» e gli aveva detto «che pur di avere l'Albania era pronto anche a fare la guerra». Due giorni dopo inviò a Mussolini un documento nel quale presentava una disamina sui vari modi per risolvere il "problema albanese": «allacciamento sempre più stretto tramite vincoli economici che finiscono per giocare anche nel settore politico», «spartizione, d'accordo con la Iugoslavia e forse anche con la Grecia» e «annessione attraverso una unione personale». Il 10 maggio rientrando in treno da Firenze a Roma, Ciano discusse con Mussolini del documento, e il Duce diede il "via libera" al ministro degli Esteri per il maggio dell'anno successivo. Per tale obiettivo Ciano si concentrò nell'elaborare un'alleanza con la Germania, secondo lui necessaria per poter avere il via libera diplomatico verso l'Albania, assieme a tutta una serie di iniziative atte a ridurre le possibilità di una resistenza armata quando si fosse messo in moto il piano di invasione.

### I preparativi politici italiani

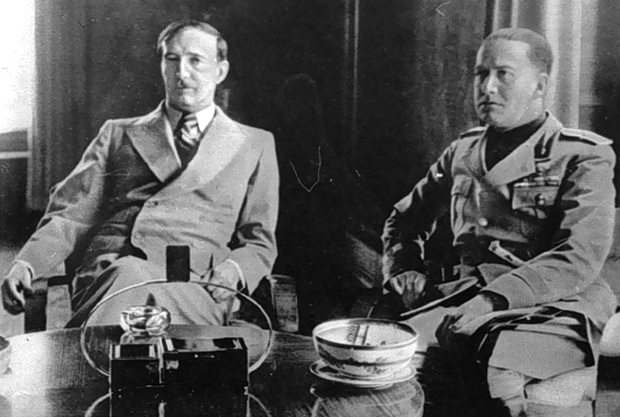
Re Zog I e il ministro degli Esteri Galeazzo Ciano

Sotto la direzione di Ciano fu intensificata l'infiltrazione economica e culturale in Albania grazie al lavoro di Francesco Jacomoni e di altri funzionari in Albania, i quali diedero un forte impulso al modellamento della gioventù albanese secondo il modello fascista, aumentarono il numero di politici albanesi e dei bajraktar ("capi tribù") nella lista paga degli italiani e aumentarono il numero di istruttori militari italiani con lo scopo di «creare le cellule annessionistiche nell'esercito albanese». Nel giugno 1938 il funzionario Giovanni Giro comunicò a Ciano che l'opinione pubblica albanese era sempre più contraria a Zog e un intervento italiano non avrebbe trovato l'opposizione della popolazione, la quale - sempre secondo Giro - avrebbe anzi accolto con gioia ogni miglioramento nelle condizioni materiali. Entusiasmato da queste notizie, e senza preoccuparsi di avere delle conferme, Ciano passò all'elaborazione della seconda parte del suo piano, ossia la rimozione fisica di Zog. 
Con la morte di Zog, gli italiani avrebbero dovuto provocare sparatorie per le strade e fomentare la ribellione delle tribù delle montagne, e a quel punto la popolazione si sarebbe rivolta all'Italia per ristabilire l'ordine. Ciano aveva poi programmato di portare a termine l'annessione tramite un plebiscito simile a quello svolto da Adolf Hitler in Austria durante l'Anschluss.
Ciano passò lo schema del piano a Mussolini nel dicembre 1938 per l'approvazione, ma il Duce lo accantonò provvisoriamente cosciente del fatto che un simile piano avrebbe provocato conseguenze internazionali non di poco conto, come un probabilissimo avvicinamento della Jugoslavia alla Germania. Ciano dovette quindi rallentare i tempi dedicandosi invece alla preparazione di un accordo per la futura spartizione dell'Albania col primo ministro jugoslavo Milan Stojadinović.
Ad ogni modo la regina Geraldina ricordò nel dopoguerra che nei primi giorni del 1939 il re Zog sfuggì a due presunti attentati, infatti a febbraio il re annunciò pubblicamente che era stato scoperto un complotto per rovesciare il governo e uccidere la sua persona. Zog a quel punto accusò di tale complotto lo stesso Giovanni Giro che fu invitato a lasciare il paese. Zog era a conoscenza che Giro stava tentando di organizzare elementi antimonarchici in gruppi d'azione simili agli squadristi italiani, e il re incaricò quindi il ministro degli Interni Musa Juka, di sciogliere questi gruppi e arrestare gli elementi filo-italiani come il giornalista Vasil Alarupi.
Verso la metà di gennaio Ciano incontrò Stojadinović per convincere il leader jugoslavo dei vantaggi dell'occupazione italiana dell'Albania, che avrebbe comportato aggiustamenti di confine a favore della Jugoslavia e favorito i collegamenti con il Kosovo, la regione della Serbia popolata da albanesi. Stojadinović, avvisato dall'ambasciatore a Roma Bozko Hristic, non accolse benevolmente i "ritocchi di confine" in quanto desiderava una vera e propria spartizione dell'Albania e mirava a Scutari, San Giovanni di Medua e di un altro sbocco sul mare Adriatico, che sarebbe stato possibile solo con la cessione della parte nord dell'Albania alla Jugoslavia e dalla costruzione di una ferrovia. Ma tali colloqui avvennero senza che Stojadinović avvisasse il principe Paolo Karađorđević, il quale irritato dall'inaccettabile comportamento del capo del governo, costrinse questi a dimettersi a favore di Dragiša Cvetković, noto per la sua posizione poco a favore dell'Italia. A questo punto Ciano dovette riconsiderare i propri propositi senza preoccuparsi delle reazioni jugoslave; «Con Stojadinović, spartizione tra noi e Iugoslavia. Senza Stojadinović, occupazione anche senza la Iugoslavia e, se nel caso, contro la Iugoslavia». Il conte decise inoltre che era adesso necessario muoversi più rapidamente, possibilmente entro aprile, dato che temeva che il governo jugoslavo potesse divulgare il suo piano e che Cvetković potesse avvicinarsi a Francia e Gran Bretagna.
Mussolini accolse l'analisi di Ciano per quanto concerneva gli jugoslavi, ma non voleva affrettare il progetto albanese. Il Duce non voleva passare all'azione prima dell vittoriosa conclusione della guerra di Spagna e prima di aver sottoscritto un patto con i tedeschi. A Ciano non restò che attendere un'altra occasione, che arrivò con l'occupazione tedesca della Cecoslovacchia il 15 marzo 1939.

### Mussolini decide di agire
Nei giorni dello "smembramento" della Cecoslovacchia il conte Ciano insistette con Mussolini per approfittare dell'occasione e occupare l'Albania. Per Ciano la mossa tedesca era un ottimo pretesto per dare al popolo italiano «una soddisfazione, un compenso: l'Albania».
Il 23 marzo Mussolini tornò quindi sulla sua decisione e disse a Ciano di «accelerare i tempi» dell'operazione, e nei giorni successivi ne discusse con il re Vittorio Emanuele III, che si era mostrato contrario. Secondo lo storico Renzo De Felice fu molto probabile che Mussolini tentennò fino all'ultimo, nella speranza di un accordo con Zog, almeno fino ai primissimi giorni di aprile, quando il Duce entrò psicologicamente nel meccanismo dell'operazione militare divenendo anche lui sostenitore della "soluzione integrale".
È fuori di dubbio che Ciano ebbe una notevole influenza nella decisione di Mussolini di occupare l'Albania, ma una parte di merito lo ebbe anche la volontà del Duce di dimostrare agli italiani che l'alleanza con la Germania procurava vantaggi «tangibili» anche all'Italia e, da un altro lato, di farla finita con i veri o presunti magheggi tedeschi in quel paese e controbilanciare la crescente influenza di Berlino nei Balcani. Politicamente però per Mussolini questa mossa voleva anche essere un messaggio a Gran Bretagna e Francia, con cui far capire loro che l'Italia non era "alle corde" e che bisognava trattare con Roma con il massimo riguardo.
A fine marzo fu presentato a Zog un primo trattato che consisteva in otto punti che di fatto eliminavano l'integrità e l'indipendenza dell'Albania. Ciano era convinto che Zog avrebbe ceduto, ma il re tergiversò nel tentativo di prendere tempo. Il 28 marzo informò Ciano che accettava le richieste ma che i suoi ministri le rifiutavano, un'evidente furbizia che non ingannò Ciano, il quale il 31 marzo si convinse definitivamente che Zog si era rifiutato di firmare il trattato.
Lo stesso giorno però lo stesso ministro degli Esteri si rese conto che i preparativi militari erano ancora completamente insufficienti, e temendo uno sbarco senza successo o mal eseguito, Ciano preferì continuare sulla via della mediazione. Con il beneplacito del Duce venne preparato un nuovo documento con richieste meno onerose che includevano: 1) il controllo di tutti i porti, delle comunicazioni, delle strade e degli aeroporti in caso di minaccia nei confronti dell'Albania 2) la presenza di un consigliere italiano in ogni ministero albanese 3) il riconoscimento agli italiani degli stessi diritti civili e politici degli albanesi 4) l'elevamento della Legazione italiana a Tirana e di quella albanese a Roma al rango di ambasciate. 
Durante la presentazione di queste proposte Jacomoni chiarì a Zog che la situazione era diventata estremamente seria, e al re venne offerta una via d'uscita semplice: accettare le richieste italiane oppure assistere all'occupazione militare del paese programmata per il 7 aprile. Con un ultimo tentativo re Zog il 2 aprile presentò una controproposta, nella quale erano inclusi i punti italiani ritenuti accettabili ma venivano rifiutate le proposte che il re riteneva violassero l'indipendenza dell'Albania. La controproposta venne di fatto ignorata. Per Ciano ormai il dado era tratto, e nonostante le difficoltà militari non rimaneva che trovare un pretesto davanti all'opinione pubblica internazionale. A questo proposito Ciano ordinò che l'intero personale civile italiano fosse evacuato dall'Albania, chiarendo che tale decisione fosse dettata dal fatto che la vita dei cittadini italiani era messa in pericolo dal regime di Zog.
Per Mussolini era il momento giusto per passare all'azione. A livello internazionale c'era stata la caduta di Madrid e anche se non erano stata conclusa l'alleanza con la Germania, ci fu con l'approvazione dell'ambasciatore tedesco a Roma Hans Georg von Mackensen. Inoltre il governo britannico - dopo una lettera del 23 marzo di Neville Chamberlain nel quale si chiedeva l'aiuto del Duce nel mantenimento della pace mondiale - non intraprese nessuna azione, nonostante un'eventuale occupazione italiana dell'Albania avrebbe violato l'accordo anglo-italiano del 1938 sul mantenimento dello status quo nel Mediterraneo.

### La posizione dell'Albania
Ovviamente in questo periodo re Zog si rese conto che i rapporti con l'Italia stavano peggiorando. Roma continuava ad aumentare il suo controllo sul credito concesso all'Albania, mentre Zog continuava a ostacolare gli italiani in ogni occasione possibile. Benché mantenuto al potere dal denaro italiano, Zog cercò di incoraggiare gli altri paesi a commerciare con l'Albania, nel tentativo di alleggerire la dipendenza economica da Roma. Ma l'unico paese a fare una seria concorrenza all'Italia fu sorprendentemente il Giappone, come alcuni giornalisti italiani in visita in Albania scoprirono. L'Italia copriva il 30% delle importazioni albanesi, e Mussolini impegnava le riserve monetarie italiane per impedire il crollo dell'economia albanese, rendendo di fatto possibili i commerci con il Giappone. Parallelamente Zog cercò di allacciare nuovi rapporti con la Germania, confidando al diplomatico britannico Andrew Ryan di essere intenzionato di avvicinarsi a Berlino. Dopo un paio di contatti diplomatici però, il governo tedesco rispose che l'Albania poteva conservare la sua indipendenza solo col sostegno di Mussolini, frustrando quindi i tentativi di Zog di allontanarsi dall'Italia.
Nel paese nel frattempo si sparsero insistenti voci di movimenti di truppe e ultimatum, che Zog e il suo governo dovettero affrontare assieme ad una crescente richiesta di informazioni da parte del corpo diplomatico albanese a Roma. Gli alti funzionari albanesi negavano che la situazione fosse seria, anche perché molti di loro erano all'oscuro delle novità diplomatiche in quanto Zog trattava personalmente con gli italiani. In febbraio, forse per paura, il re aveva ridotto il tono delle sue proteste nei confronti dell'Italia, e il 25 marzo durante un colloquio con Ryan confermò che avrebbe condotto una  politica nei confronti dell'Italia più accondiscendente, ponendo come condizioni solo l'integrità territoriale e l'indipendenza del paese. Ciò fu esattamente quello che Ciano si proponeva di negargli quando gli presentò il primo ultimatum.
Dopo il rifiuto del primo ultimatum, Zog si trovò dinanzi ad una situazione critica, ma a suo favore ci fu il passo indietro di Ciano per i problemi di mobilitazione delle forze armate italiane avvisate con troppo poco preavviso per essere pienamente operative per nei primi giorni di aprile. A quel punto il re di Albania decise di rompere il silenzio e chiedere aiuto alla comunità internazionale, contattando il plenipotenziario statunitense, il quale venne informato delle nuove pretese italiane presentate con il secondo ultimatum e della sua reazione verso di esse. Zog comunicò che avrebbe rifiutato il secondo punto, accettato il terzo e il quarto, chiedendo parimenti ancora del tempo per concordare il da farsi con i suoi ministri. 
Tale situazione però cominciò a riflettersi sulla popolazione albanese che la sera del 1º aprile scese in piazza a Tirana organizzando una manifestazione di stampo nazionalista e anti-italiano. La notte del giorno successivo un'altra manifestazione più massiccia fu organizzata con il pieno sostegno del re, nella convinzione che ciò avrebbe contribuito ad affievolire la volontà italiana di invadere il paese. Due giorni dopo venne ordinata la mobilitazione generale delle forze armate albanesi e l'evacuazione di Durazzo.
Il 5 aprile Zog si appellò alle democrazie occidentali, e il giorno seguente all'Intesa balcanica, ma senza alcun successo. Lo stesso 6 aprile Zog ricevette un telegramma direttamente da Mussolini, il quale ribadiva che l'ultimatum scadeva a mezzogiorno. In serata re e Parlamento riunito rifiutarono di accettare e deliberarono di opporsi allo sbarco degli italiani, ma rivolsero allo stesso tempo un appello agli italiani per ulteriori negoziati. Nel pomeriggio sui cieli di Tirana comparvero aerei italiani che lanciarono volantini in cui si intimava alla popolazione di disobbedire al governo e non opporre resistenza agli italiani. Nella stessa giornata Zog ricevette l'ambasciatore statunitense Hugh Grant al quale riferì che ormai non vi era più nulla da fare se non aspettare l'invasione.

## Svolgimento dell'operazione

### L'invasione
Alle 05:30 del 7 aprile ebbe inizio l'operazione OMT (Oltremare Tirana); decine di navi da guerra comparvero al largo dei porti di Durazzo, Valona, San Giovanni di Medua e Saranda, e in breve tempo circa 22 000 soldati appoggiati da 400 aerei e 125 carri armati leggeri sbarcarono sulle coste albanesi. Al comando delle operazioni fu posto il generale Alfredo Guzzoni, mentre le forze navali impiegate erano agli ordini dell'ammiraglio Arturo Riccardi.
I piani prevedevano un attacco simultaneo di un primo scaglione d'attacco su tutti i porti albanesi e poi dirigere verso la capitale Tirana, al quale sarebbero seguiti altri due scaglioni con a seguito i mezzi blindati, le artiglierie e gran parte dei servizi.

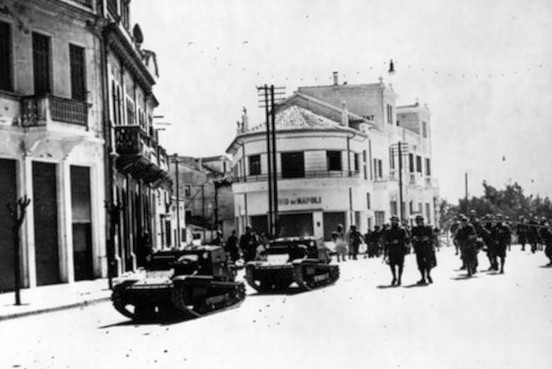
Soldati italiani e carri leggeri L3/35 nelle strade di Durazzo

L'operazione navale, seppur condotta nei tempi prestabiliti rivelò grosse mancanze organizzative e la scarsa familiarità delle forze italiane negli sbarchi. In diverse occasioni furono utilizzati piroscafi con un pescaggio maggiore di quello a disposizione nelle banchine dei porti albanesi, e furono costretti a scaricare in rada con notevoli ritardi e confusione. Il piroscafo Miraglia che trasportava blindati, fu impossibilitato per molte ore a scaricare il suo carico dato che i moli erano occupati da altre navi, mentre Durazzo non era stato organizzato lo sbarco dei fanti della prima ondata per cui furono i cacciatorpedinieri a ormeggiarsi e aprire il fuoco contro i centri di resistenza albanesi.
Un chiaro resoconto dell'improvvisazione dell'operazione lo offrì il Capo di stato maggiore generale maresciallo Pietro Badoglio, il quale scrisse a Mussolini criticando i provvedimenti presi per lo sbarco: «Le operazioni di requisizione di piroscafi e, specie, quelle di imbarco e di sbarco hanno presentato non pochi gravi difetti: reparti destinati a sbarcare per primi, imbarcati sul piroscafo più lento; invio di piroscafi di pescaggio superiore ai fondali del porto di destinazione; piroscafi non adatti al carico di automezzi e conseguente ritardo nello sbarco di un battaglione autotrasportato; frazionamento dei reparti nel carico; ritardo nello scarico dei carri armati perché occupata la banchina da altra unità».

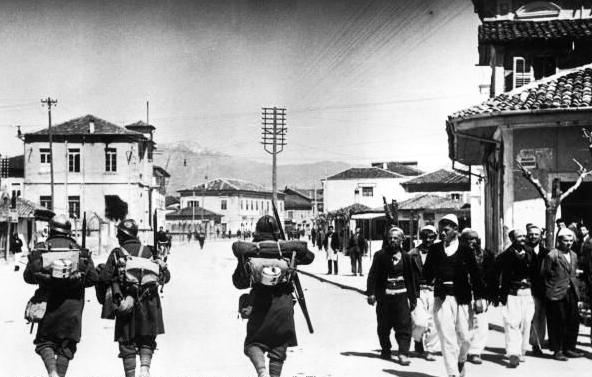
Truppe italiane passano dinanzi alla popolazione civile albanese, 7 aprile 1939

L'esercito albanese disponeva di circa 15 000 soldati scarsamente equipaggiati, che erano stati precedentemente addestrati da ufficiali italiani i quali dal 1939 in avanti avevano lavorato soprattutto per affievolire il desiderio di combattere degli albanesi. Di conseguenza, la resistenza principale venne opposta dai 3000 uomini della Gendarmeria reale e da piccoli gruppi di patrioti. 
Durante lo sbarco a Durazzo ad esempio, una forza di 500 albanesi, inclusi gendarmi e volontari armati, guidata dal maggiore Abaz Kupi, comandante della gendarmeria di Durazzo, e da Mujo Ulqinaku, un sergente della Regia marina, cercò di fermare l'avanzata italiana. Dotati di armi leggere e di tre mitragliatrici e supportati da una batteria costiera, i difensori resistettero per alcune ore, prima di essere sopraffatti con l'ausilio del fuoco d'artiglieria delle navi italiane e dallo sbarco dei blindati. Nonostante la resistenza alle 09:00 circa la città cadde in mano italiana.
Al porto di Valona non si ebbe una resistenza significativa, le uniche perdite italiane si ebbero a causa di un'imboscata avvenuta fuori dalle strade della città, dove caddero alcune truppe motocicliste italiane. A San Giovanni di Medua ci furono deboli scaramucce tra le forze italiane e circa 40 albanesi, dove si ebbero circa 6/7 morti da entrambe le parti. La strada verso Tirana era sgombra, e gli sbarchi, seppur mal organizzati, ebbero successo a causa della scarsissima resistenza offerta dagli albanesi.
Fortunatamente per gli italiani, i gravi errori e la goffaggine organizzativa si scontrarono con l'inattività di Zog, del suo governo e del suo esercito. Non vi fu alcun preparativo per la resistenza né vi fu un comando preposto a coordinare l'azione dell'esercito. Inoltre le tribù delle montagne, che avrebbero potuto offrire una resistenza contro gli italiani, erano stati disarmati da Zog durante il suo governo. L'interesse del re fu orientato esclusivamente a salvaguardare la sua famiglia. A Geraldina e al figlio di appena due giorni Leka fu proposto di rifugiarsi presso la legazione statunitense in Grecia, così alle 04:00 del mattina, un'ora e mezza prima dell'inizio dell'invasione, si diressero verso il confine sud, seguiti poco dopo dal re, il quale si era attardato per rivolgere un messaggio radiofonico al suo popolo, invitandolo a combattere fino all'ultimo. Il messaggio fu sentito da pochi albanesi, dato che in pochi possedevano un apparecchio radio, e ancor meno furono quelli pronti a morire per Zog. Nel frattempo il re tentò ancora qualche tentativo di mediazione con Guzzoni inviando una delegazione, ma inutilmente. In mattinata Zog seguì la consorte in esilio.
Intorno alle ore 10:30 della mattina dell'8 aprile le colonne italiane entrarono a Tirana senza sparare un colpo, la guarnigione albanese aveva deposto le armi nel cortile della legazione italiana prima che l'esercito invasore varcasse i confini della città. Le strade erano deserte come gli edifici governativi, privi di personale perché molti ministri scelsero la via dell'esilio a fianco al re.
Al suo arrivo Ciano non fu accolto da persone in festa come credeva, ma dal solo generale Guzzoni e dal capo delle forse aeree generale Giuseppe Valle. Al suo arrivo al palazzo reale a Tirana, Ciano fu accolto da Zef Serreqi, aiutante capo del re e ultimo rappresentante albanese a Roma, e da pochi ministri rimasti nella capitale pronti a collaborare con gli italiani. Ma l'opinione pubblica in generale oscillava tra indifferenza e risentimento aperto, mentre la propaganda italiana si affrettò a dipingere una popolazione albanese estremamente entusiasta dell'occupazione italiana. Molti furono gli albanesi che si erano opposti al regime di Zog, ma questo non significava che avrebbero accettato il dominio italiano, anche perché parte del risentimento verso il re era proprio dovuto alle grosse concessioni fatte da Zog agli italiani. L'abbandono del paese danneggiò molto l'immagine del re, e la sua popolarità ne risentì molto. Secondo Fischer, se Zog fosse riparato fra i monti e organizzato una resistenza armata, forse sarebbe riuscito a unire gli albanesi e a sviluppare una coesione sociale, anche se alla fine il divario numerico ed economico avrebbe favorito inevitabilmente gli italiani. Ciò avrebbe consegnato alla storia albanese un'immagine positiva di Zog, invece, «in un paese invaso e senza un re, la maggior parte degli albanesi si arrese all'inevitabile sorte».

### Le prime reazioni internazionali
Nonostante fosse di dominio pubblico che l'Italia si stesse preparando ad invadere l'Albania, Mussolini si prodigò fin da subito per mitigare l'opposizione internazionale e giustificare l'invasione. Da Palazzo Chigi Mussolini cercò di rassicurare il Foreign Office sostenendo che l'Italia si era trovata costretta ad agire a causa della situazione che si era creata in Albania, dando nel contempo ampie rassicurazioni circa l'infondatezza dei timori che si erano creati a Belgrado e soprattutto ad Atene, dove si temeva che Roma volesse mettere le mani su Corfù. Inoltre, in ottemperanza agli Accordi di Pasqua, Mussolini confermò il ritiro immediato dei legionari dalla Spagna appena si sarebbe conclusa la parata della vittoria nazionalista a Madrid. 
Apparentemente Londra reagì positivamente, ma al di fuori delle cortesie di facciata, l'azione contro l'Albania aveva confermato al governo britannico che su Mussolini non si poteva fare alcun affidamento, e che non restava che considerarlo alla stregua di Hitler, come un nemico. Ad ogni modo, impauriti da possibili ulteriori peggioramenti nell'area balcanica, Jugoslavia e Grecia non sollevarono alcuna obiezione, mentre la Turchia si rifiutò di accettare la nuova situazione e continuò a garantire i privilegi e l'immunità al rappresentante albanese.
In questa logica il fatto che l'occupazione dell'Albania non fosse seguita dalla denuncia da parte britannica degli Accordi di Pasqua, rientrava nel tentativo di non spingere ulteriormente Mussolini fra le braccia di Hitler, ma nella sostanza il governo di Chamberlain mise in atto alcune mosse per garantire il futuro status quo nel Mar Mediterraneo, come il rafforzamento delle guarnigioni in Egitto e a Malta, accordi con la Turchia, ma soprattutto una dichiarazione in cui si affermava che il governo britannico sarebbe intervenuto in caso di azioni che avrebbero messo a repentaglio l'indipendenza della Grecia o della Romania.
L'affare albanese aveva fatto passare temporaneamente in secondo piano le trattative per un'alleanza con la Germania, tanto che i tedeschi erano stati informati dell'«improvviso peggioramento» dei rapporti con Tirana e della decisione di intervenire militarmente solo il 4 aprile. L'8 aprile il Völkischer Beobachter accusò Zog di aver maltrattato il suo popolo e sfruttato la generosità italiana, lo stesso giorno il governo tedesco affermò che «la Germania esprime piena comprensione per la difesa degli interessi italiani in quest'area e non avrebbe capito né approvato l'eventuale interferenza delle potenze democratiche occidentali, che non avevano nessun interesse, in quella zona, a contrapporsi alla posizione giuridica e all'azione del nostro partner dell'Asse». Dopo l'invasione gli scambi diplomatici tra Italia e Germania ripresero vigore, il 28 aprile Hitler rinnegò il patto di non aggressione tedesco-polacco del 1934 e l'accordo navale con la Gran Bretagna del 1935, e il 22 maggio 1939, il ministro degli esteri Ciano, con il corrispettivo tedesco von Ribbentrop, firmò il tanto desiderato Patto d'Acciaio.
La Società delle Nazioni non reagì all'invasione italiana, a testimonianza dell'impotenza in cui versava. Poiché nessuno stato protestò presso la Società, la questione non venne nemmeno discussa, fino a quando l'incaricato d'affari albanese a Parigi, Mehmed Abid, istruito da Zog, inviò una lettera nella quale denunciava l'aggressione e chiedeva una riunione urgente per aiutare l'Albania. Joseph Avenol, il segretario generale della Società, dichiarò l'appello nullo poiché questo non era pervenuto dal governo albanese, né dal suo rappresentante accreditato a Ginevra. Il 14 aprile l'Albania si ritirò dalla Società delle Nazioni su ordine italiano, mettendo fine ad ogni possibile evoluzione della faccenda in seno all'assemblea.

### L'Albania diventa italiana
Dopo aver preso Tirana, i comandi italiani si adoperarono per creare una nuova struttura politica. Ciano fu facilitato dal fatto che molti ex membri del governo di Zog si prestarono a servire il regime fascista, e in poco tempo nacque un governo provvisorio presieduto dal collaborazionista Xhafer Bey Ypi, ex premier e ispettore capo della Corte reale fino al momento dell'occupazione.
Secondo Ciano la creazione di un governo sorretto da un politico albanese sarebbe apparsa come una mossa a favore degli albanesi, ma questo fu solo uno stratagemma, perché nei piani di Ciano questa fu solo la mossa del piano con cui Ciano intendeva assoggettare l'Albania, infatti il 10 aprile Ypi inviò un messaggio radiofonico in cui sottolineava l'incapacità degli albanesi di autogovernarsi e metteva in risalto come, sotto il regime di Zog, l'Albania fu sull'orlo di una catastrofe che solo l'intervento di Mussolini è riuscita a scongiurare.
Il 9 e 10 aprile Ciano elaborò un piano per annettere l'Albania, che venne approvato da Mussolini. Tale piano prevedeva la convocazione dell'Assemblea costituente per il 12 aprile, composta soprattutto da personale favorevole agli italiani o direttamente a libro paga degli italiani. Quel giorno il parlamento albanese votò per deporre Zog e unire la nazione con l'Italia in unione personale con casa Savoia, offrendo la corona albanese a Vittorio Emanuele III. Il parlamento elesse il più grande proprietario terriero dell'Albania, Shefqet Vërlaci, come primo ministro, il quale divenne primo ministro del primo dei cinque governi fantoccio formati dagli italiani. Il 13 aprile il Gran consiglio del fascismo approvò l'unione proclamata dall'Assemblea costituente albanese e due giorni dopo Vittorio Emanuele III accettò formalmente la corona albanese in una cerimonia al palazzo del Quirinale a Roma. Il 23 aprile Francesco Jacomoni di San Savino, ex ambasciatore in Albania, venne nominato luogotenente generale, e nei primi giorni di giugno venne varata una nuova Costituzione che di fatto istituzionalizzò l'unione personale tra l'Albania e l'Italia e segnò la fine dell'indipendenza albanese.

## Analisi e conseguenze
Da un punto di vista strategico il possesso delle coste e dei porti albanesi migliorò notevolmente la situazione marittima dell'Italia: l'Adriatico divenne veramente un «lago italiano», dove la piccola Marina jugoslava non risultò più una minaccia consistente non potendo ricevere rinforzi attraverso il canale d'Otranto, ora totalmente in possesso italiano.
Il dominio italiano nel Mediterraneo strinse in una tenaglia la Jugoslavia e allo stesso tempo l'Italia, diventata una potenza balcanica, sembrò capace di consolidare la propria proiezione su quello scacchiere. Secondo lo storico Alberto Basciani però, «è senz'altro illusorio poter pensare che questa mossa da sola avrebbe potuto riequilibrare il rapporto con l'ostico alleato tedesco ma in un contesto caratterizzato da una crescente tensione che si rifletteva nell'incertezza e nei timori che attanagliavano le classi dirigenti al potere a Bucarest, Sofia, Belgrado, Atene e Ankara, l'Italia parve acquisire nuovi e insperati spazi di manovra». L'invasione e la successiva occupazione dell'Albania, mascherata sotto la formula di unione tra le due corone, rientrava piuttosto nei piani di espansione del fascismo e nei suoi sogni imperiali nel Mediterraneo, e nella sua politica di potenza e di espansione nel Mediterraneo orientale.
Dal punto di vista militare la spedizione fu caratterizzata da «goffaggine organizzativa» e da una generale inadeguatezza e impreparazione. Ciò fu dovuto in parte perché gli stessi comandi erano stati avvisati con pochissimo preavviso; Badoglio fu avvisato il 29 marzo mentre Guzzoni il 31, mentre l'aviazione ricevette istruzioni appena due giorni prima dell'invasione. Il risultato fu che molti soldati si ritrovarono in Albania non in grado di combattere, privi di equipaggiamento, male addestrati e mal comandati. La coordinazione fra esercito, marina e aviazione fu completamente inesistente, mentre gli stessi soldati furono avvisati solo pochi giorni prima e non ci fu tempo per addestrarli all'uso di armi ed equipaggiamenti che molti non avevano ancora utilizzato. Qualcuno fu inserito in compagnie di motociclisti senza aver mai guidato una motocicletta, altri furono assegnati a unità telegrafiste senza conoscere il codice Morse, la Marina non fu avvisata su quali fossero i moli adatti ad ospitare navi sopra un certo pescaggio, mentre le comunicazioni radio furono talmente carenti che il comandante delle forze aeree dovette far personalmente spola fra l'Albania e l'Italia per tenere Roma al corrente degli avvenimenti.
Questa debacle organizzativa non poté essere tenuta nascosta, così lo stesso Mussolini dovette renderne conto alla leadership fascista, spiegando come la spedizione fu prossima a fallire a causa dei gravi difetti organizzativi e del materiale umano a disposizione. Secondo lo storico Denis Mack Smith, è possibile che in questa occasione molti dirigenti fascisti si resero finalmente conto dell'inefficienza del sistema militare italiano, tanto che lo stesso Galeazzo Ciano, sorpreso negativamente dal fatto che l'esercito poté mobilitare solo poche decine di migliaia di uomini - nonostante gli anni di politica bellicista - scrisse sul suo diario: «Si fa un'inflazione di nomi. Si moltiplica il numero delle divisioni, ma in realtà queste sono così esigue da aver poco più della forza di un reggimento. I magazzini sono sprovvisti. Le artiglierie sono vecchie. [...] Si è fatto molto bluff nel settore militare e si è ingannato lo stesso duce: ma è un bluff tragico [...]».
L'invasione italiana riuscì solo perché la resistenza albanese fu, di fatto, inesistente. Come commentò sarcasticamente l'allora assistente di Ciano, Filippo Anfuso: "[...] se solo gli albanesi avessero posseduto un corpo di pompieri ben addestrato, ci avrebbero gettato nell'Adriatico".

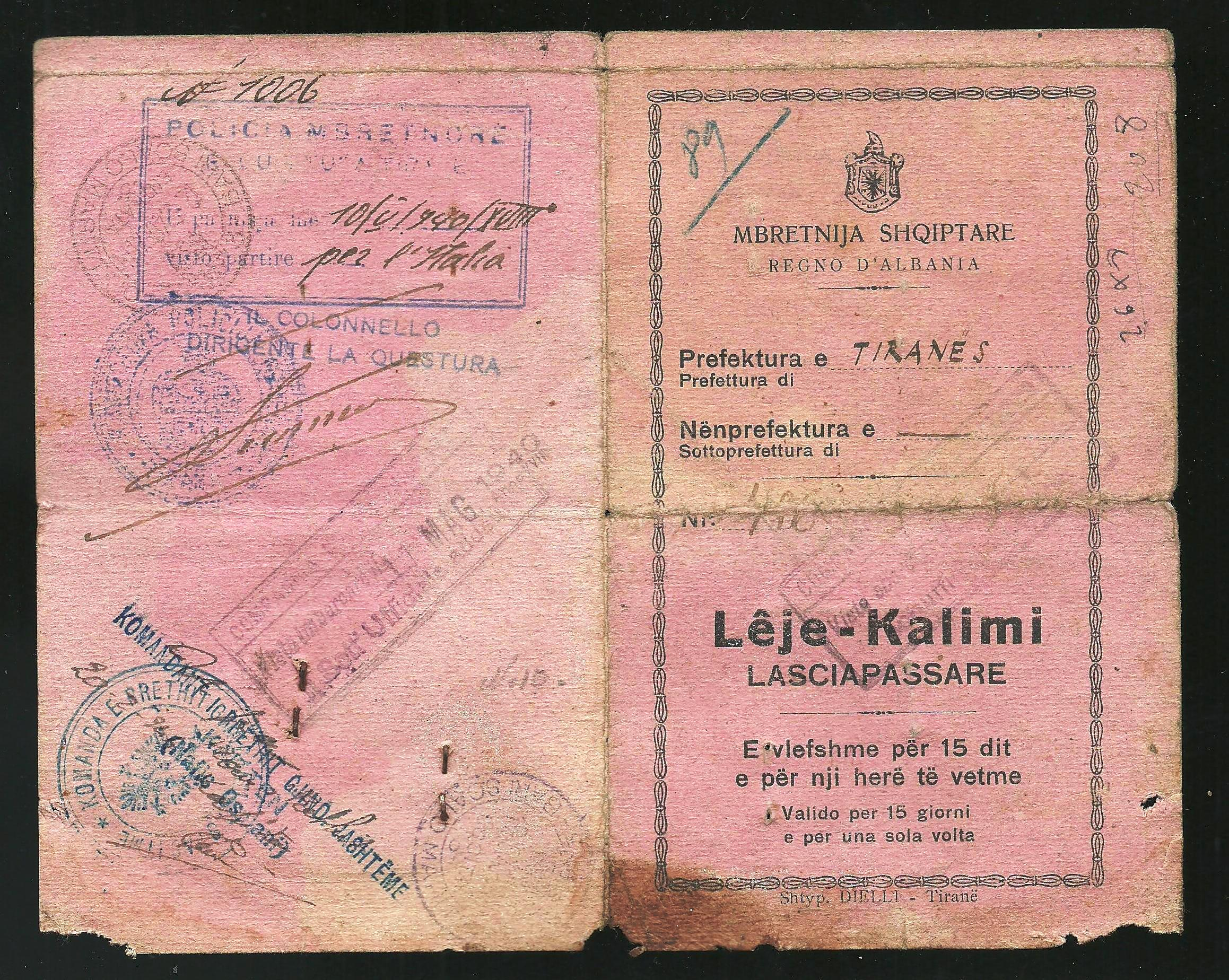
Lasciapassare del Regno d'Albania rilasciato nel 1940 per un viaggio nell'Italia fascista dopo l'invasione dell'anno precedente

Nel frattempo la macchina propagandistica si era messa in moto, mascherando l'accaduto e presentando l'impresa albanese come un autentico successo, capolavoro di organizzazione, potenza e accortezza politica. I commentatori militari esaltarono attacchi di unità motorizzate in realtà inesistenti, plaudendo la rapidità e la coordinazione delle tre armi che non ci fu. Presentata in questo modo la vicenda sollevò il morale della popolazione, il che era stato forse il motivo principale di tutta l'operazione. La stampa esaltò Mussolini, la cui conquista dell'Albania aveva riequilibrato le annessioni tedesche, dischiuso grandi ricchezze economiche e conquistato un territorio che avrebbe rappresentato una "punta di lancia" per una penetrazione italiana verso i Balcani orientali.  

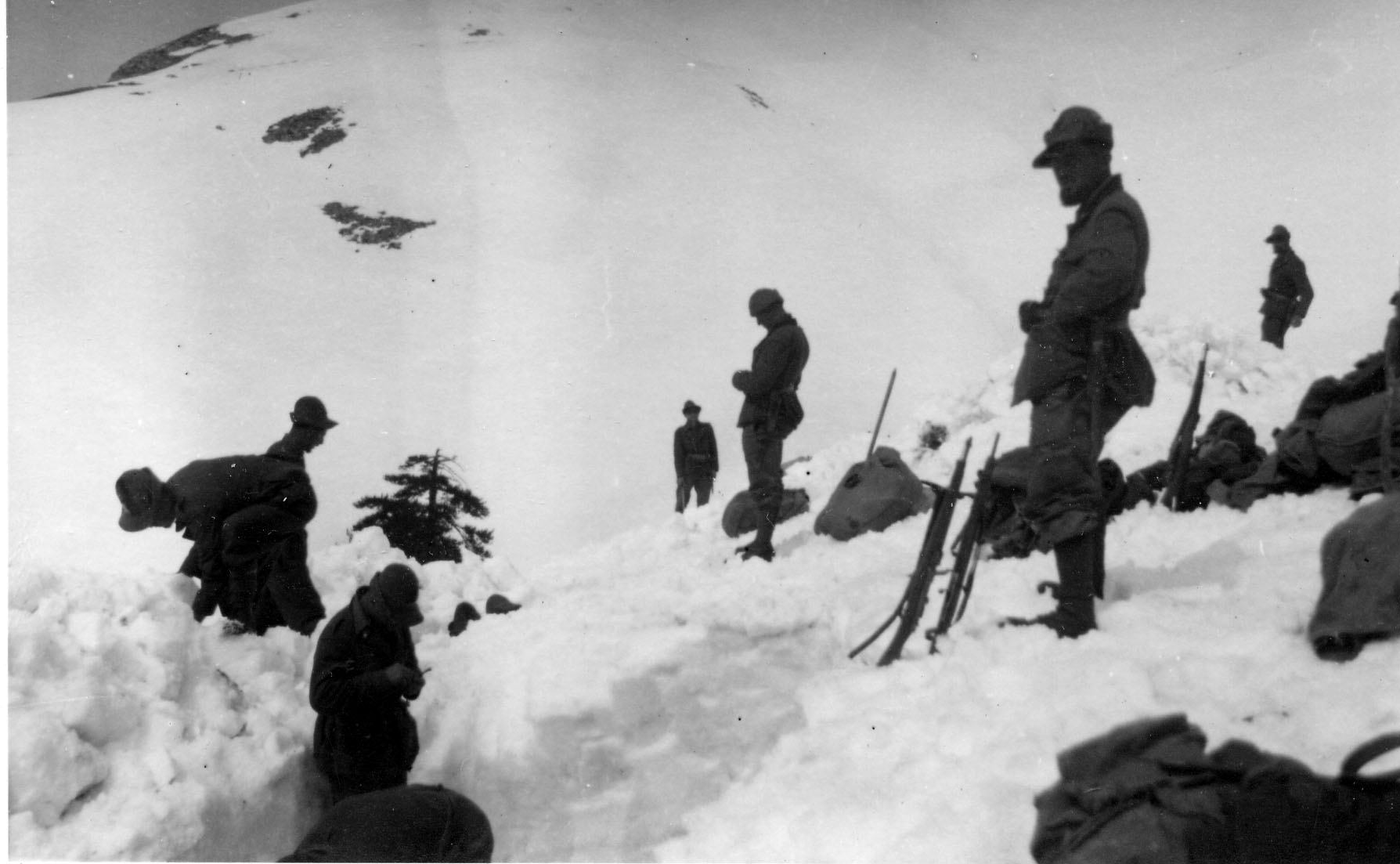
Soldati italiani in sosta sul monte Tomorr, aprile 1941

Davanti all'opzione pubblica mondiale l'azione militare in Albania non poté essere presentata come la classica impresa coloniale pregna dello stereotipo dell'uomo bianco civilizzatore, dato che l'Albania, seppur economicamente e socialmente arretrata, era un paese europeo, sovrano, dotato di una struttura statale e membro della Società delle Nazioni. L'aggressione fu quindi trasformata dalla propaganda «in una sorta di operazione di polizia internazionale per mezzo della quale il fascismo si faceva carico di portare oltre Adriatico buone ed efficienti pratiche di governo e si impegnava a favorire l'ingresso nella modernità del popolo albanese angariato da un regime bollato come corrotto, arcaico e incapace [...] che ora sotto la guida sicura del duce sarebbe stata sicuramente in grado di superare di slancio la povertà e l'atavica arretratezza e mettendo a frutto le ricchezze naturali del paese».
La presenza italiana in Albania non fu abbastanza lunga da poterne analizzare gli effetti economici a lungo termine. Mussolini aveva assicurato che l'Italia avrebbe ricavato grandi vantaggi, e a questo scopo le economie dei due paesi vennero collegate attraverso un'unione doganale che portò alla rimozione della maggior parte delle restrizioni commerciali. Ad ogni modo l'Italia dovette continuare ad inviare in Albania derrate alimentari e altre merci, favorendo i guadagni degli esportatori italiani, mentre le importazioni furono molto scarse: durante i quattro anni di occupazione Roma spese tre volte di più rispetto agli anni 1922-1939, e se le società italiane guadagnarono 142 milioni di lire, gli italiani inviarono in Albania merci per 640 milioni. In generale l'occupazione italiana fallì economicamente e politicamente per diversi fattori, primo fra tutti la disorganizzazione, la superficialità e la corruzione dell'amministrazione italiana.
Durante la seconda guerra mondiale i partigiani albanesi, compresi alcuni gruppi nazionalisti, combatterono sporadicamente contro gli italiani e, successivamente, sporadicamente contro i tedeschi. Nell'ottobre del 1944 i tedeschi si erano ritirati dai Balcani meridionali in risposta alle sconfitte militari da parte dell'Armata Rossa, al crollo della Romania e alla caduta imminente della Bulgaria. Dopo che i tedeschi lasciarono l'Albania a causa della rapida avanzata delle forze comuniste albanesi, i partigiani albanesi schiacciarono la resistenza nazionalista e il leader del Partito Comunista Albanese, Enver Hoxha, divenne il leader del paese.